# Flottemanville-Hague
Flottemanville-Hague är en kommun i departementet Manche i regionen Normandie i norra Frankrike. Kommunen ligger i kantonen Beaumont-Hague som tillhör arrondissementet Cherbourg. År 2018 hade Flottemanville-Hague 967 invånare.

## Befolkningsutveckling
Antalet invånare i kommunen Flottemanville-Hague
| Referens: INSEE |